# Янніс Міхайлідіс
Янніс Міхайлідіс (грец. Γιάννης Μιχαηλίδης, нар. 18 лютого 2000, Яниця, Греція) — грецький футболіст, центральний захисник клубу ПАОК та національної збірної Греції.

## Ігрова кар'єра

### Клубна
Янніс Міхайлідіс народився у місті Яниця периферії Центральна Македонія. Футболом почав займатися у своєму рідному місті. У 16 років приєднався до академії клубу ПАОК. З сезону 2019/20 футболіста почали залучати до тренувань першої команди. На дорослому рівні дебютував у червні 2020 року. Влітку того ж року Міхайлідіс вперше взяв участь у матчах єврокубків. Першим його матчем на цьому рівні став матч кваліфікаційного раунду Ліги чемпіонів проти турецького «Бешикташа».

### Збірна
У серпні 2020 року Міхайлідіс був викликаний на збори національної команди Греції на матчі Ліги націй. Та вперше з'явився на полі у складі національної збірної Міхайлідіс у жовтні 2020 року у товариському матчі проти команди Австрії.

## Титули і досягнення
- Володар Кубка Греції (1):

ПАОК: 2020/21